# 石川雅俊
石川 雅俊（いしかわ まさとし、1979年12月21日 - ）は、日本の医師、実業家、政治活動家、投資家、大学教授、経営コンサルタント。学位は博士（医療福祉経営学）（国際医療福祉大学・2012年）。まめクリニックグループ代表。KPMGヘルスケアジャパン株式会社マネージャー、国際医療福祉大学大学院医療経営管理分野准教授、厚生労働省医政局総務課課長補佐などを歴任した。

## 経歴
1979年静岡県湖西市生まれ。2005年筑波大学医学専門学群卒業。卒後臨床研修を経てKPMGヘルスケアジャパン株式会社に参画、2012年マネジャー。2014 年より国際医療福祉大学大学院医療経営管理分野准教授、厚生労働省医政局総務課長補佐、ハーバード大学武見フェローを経て現職。東京医療保健大学特任教授、筑波大学医学医療系客員准教授、複数のスタートアップの顧問、神奈川県顧問等を歴任。
2022年5月、立憲民主党は同年7月の第26回参議院議員通常選挙に石川を比例区候補者として擁立することを発表。石川は立憲民主党公認で比例区から出馬し、7月10日の投開票の結果、立憲民主党は比例区で7議席を獲得したが、石川は個人得票数で9位（48,702票）となり次々点で落選した。

## 略歴
- 1979年 - 静岡県湖西市生まれ
- 2005年 - 筑波大学医学専門学群卒業
- 2006年 - 千葉西総合病院にて内科を中心に診療に従事
- 2014年 - 国際医療福祉大学大学院准教授
- 2019年12月 - 医療法人社団ビーンズ理事長に就任
- 2022年7月 - 第26回参議院議員通常選挙に立候補したが落選

## 研究分野
- 公衆衛生学
- 医療政策学／病院管理学
- ヘルスサービスリサーチ

## 著作物

### 単著
- 200万円からはじめるクリニック開業（クロスメディア・パブリッシング、2021）ISBN 978-4295405405
- 男のヘルスマネジメント大全（クロスメディア・パブリッシング、2021）ISBN 978-4295406020
- 大切なことはすべて茶道が教えてくれる（クロスメディア・パブリッシング、2022）ISBN 978-4295407584
- 病院がなくなる日 ２０××年、健康大国日本のリアル（ダイヤモンド社、2023）ISBN 978-4478117903